# Heteromastax cuneata
Heteromastax cuneata är en insektsart som beskrevs av Marius Descamps 1965. Heteromastax cuneata ingår i släktet Heteromastax och familjen Episactidae. Inga underarter finns listade i Catalogue of Life.